# Aktionsradie
Aktionsradie, engelska cruising radius, är den längsta distans ett fartyg eller annan farkost kan tillryggalägga utan drivmedelskomplettering fortfarande med förmågan att ta sig tillbaka till startpunkten och ändå ha en liten mängd drivmedel kvar. Aktionsradien är av intresse främst för örlogsfartyg.